# Большое Исурьевское
Большое Исурьевское — озеро в муниципальном образовании «Полистовское» Бежаницкого района Псковской области. Расположено к юго-западу от Сусельницкого озера и к северо-западу от Полисто.
Площадь — 2,3 км² (226,2 га). Максимальная глубина — 4,5 м, средняя глубина — 2,7 м.
Проточное. Водное зеркало круглой формы. Относится к бассейну реки Гвозденка, притока реки Шиповская (канала Шиповская), относящиеся к бассейну реки Полисть. На севере через протоку и озеро Малое Исурьевское впадает речка Ровнянка.
Ближайшие населённые пункты: деревни Ухошино (находится в 6 км к востоку от озера), Фомичино (в 6,5 км к западу), Сусельница (в 7 км к северо-востоку). В 3,5 км к югу от озера находится урочище (бывшая деревня) Исурьево.
Тип озера плотвично-окуневый. Массовые виды рыб: плотва, окунь, щука, красноперка, золотой карась, линь, вьюн, сом, язь.
Для озера характерны: болотистое и лесной прибрежье, торфяно-илистое дно, сплавины. Болото, лес.